# Kanton Mer
Der Kanton Mer war bis 2015 ein französischer Wahlkreis im Arrondissement Blois, im Département Loir-et-Cher und in der Region Centre-Val de Loire; sein Hauptort war Mer.
Der Kanton Mer war 185,29 km² groß und hatte 12.189 Einwohner (Stand: 2012).

## Gemeinden
Der Kanton umfasste die Wahlberechtigten aus elf Gemeinden:
| Gemeinde                           | Einwohner | Code postal | Code Insee |
| ---------------------------------- | --------- | ----------- | ---------- |
| Avaray                             | 708       | 41500       | 41008      |
| La Chapelle-Saint-Martin-en-Plaine | 612       | 41500       | 41039      |
| Courbouzon                         | 454       | 41500       | 41066      |
| Cour-sur-Loire                     | 307       | 41500       | 41069      |
| Lestiou                            | 254       | 41500       | 41114      |
| Maves                              | 588       | 41500       | 41130      |
| Menars                             | 574       | 41500       | 41134      |
| Mer                                | 5.830     | 41500       | 41136      |
| Mulsans                            | 428       | 41500       | 41156      |
| Suèvres                            | 1450      | 41500       | 41252      |
| Villexanton                        | 213       | 41500       | 41292      |